# Agnes Repplier

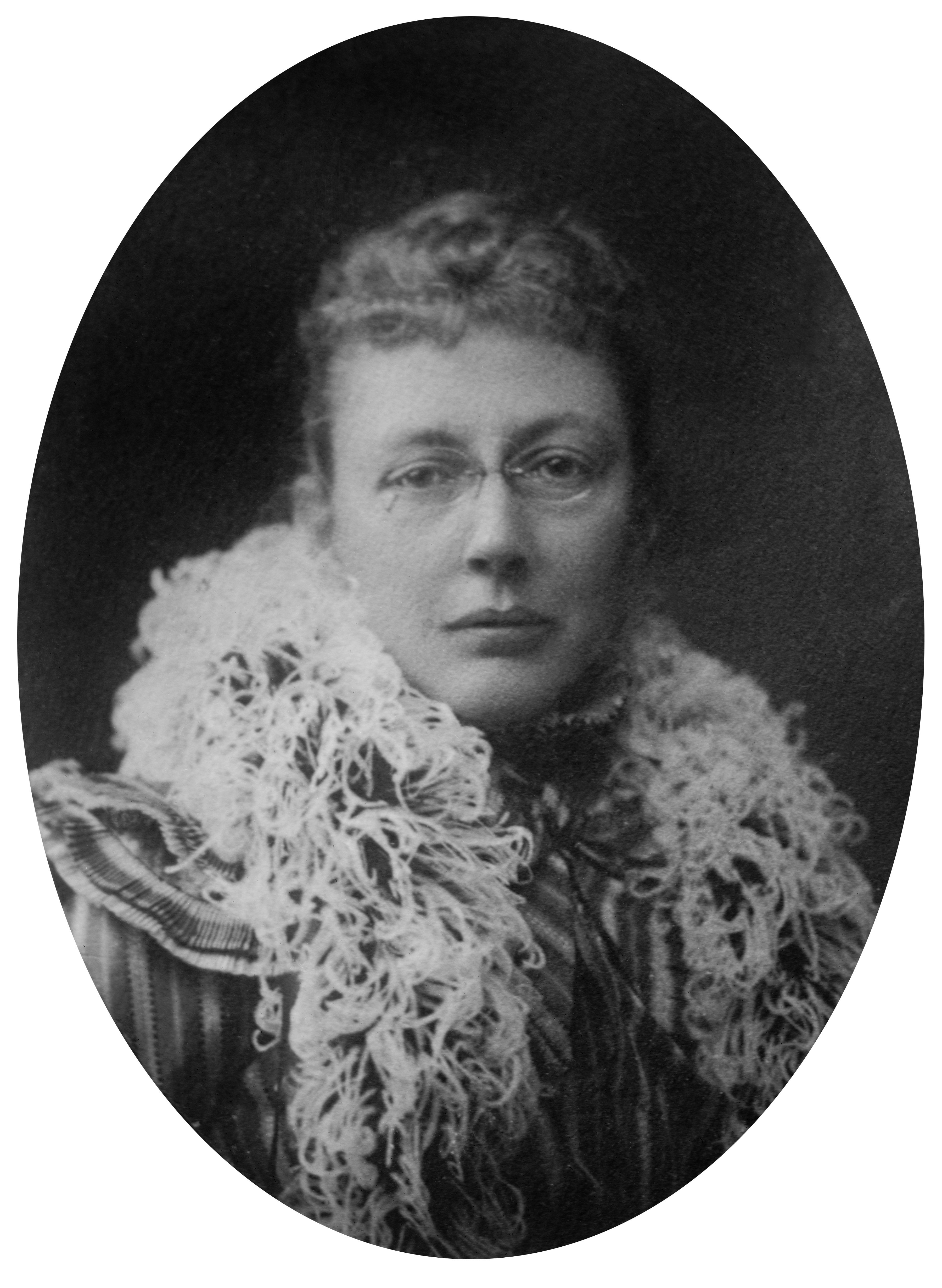
Agnes Repplier (1910)

Agnes Repplier (* 1. April 1855 in Philadelphia; † 15. Dezember 1950 ebendort) war eine US-amerikanische Schriftstellerin, die besonders als Essayistin Bekanntheit erlangte.

## Leben
Repplier war französischer und deutscher Abstammung und wurde 1855 in Philadelphia geboren. Ihre Schulbildung erhielt sie im Kloster Sacred Heart Eden Hall in Torresdale, Philadelphia, und später an der Agnes Irwin School. Repplier wurde angeblich wegen „unabhängigen Verhaltens“ von zwei Schulen suspendiert, weshalb sie bis zum Alter von zehn Jahren eine Analphabetin war.
Ungeachtet ihrer negativen schulischen Erfahrungen wurde sie eine der US-amerikanischen Hauptvertreterinnen im Bereich des diskursiven Essays, denn ihre Arbeiten zeigten eine hohe sprachliche Ausdrucksform. Zu ihren Schriften zählen Literaturkritik und Kommentare zum zeitgenössischen Leben, aber auch Biografien und Kurzgeschichten. Die besondere Charakteristik ihrer Texte wurde bereits in ihrem ersten Essay „Kinder, Vergangenheit und Gegenwart“ deutlich, den sie im Magazin Atlantic Monthly (April 1886) veröffentlichte. 
Reppliers früheste Veröffentlichungen erschienen 1881 in der Monatszeitschrift Catholic World. Obwohl sie mehrere Biografien und Belletristik schrieb, beschloss sie zu Beginn ihrer Karriere, sich auf Essays zu konzentrieren, darum bekam sie 50 Jahre lang nationale Aufmerksamkeit. Sie erhielt Ehrentitel von der University of Pennsylvania (1902), Notre Dame (1911), Yale (1925) und der Columbia University (1927). 
Die US-Amerikanerin war eine starke Raucherin und eine fromme Katholikin mit einer konservativen Einstellung zum Tagesgeschehen. Repplier war zudem eine Verfechterin des Feminismus und Gegnerin der amerikanischen Neutralität während des Ersten Weltkriegs, obwohl sie eine Gegnerin von Radikalen und Aktivisten war. Sie lebte und starb in Philadelphia und verbrachte auch einige Zeit in Europa.